# Premio Sacher
Il Premio Sacher è un premio che viene assegnato annualmente nel campo cinematografico e televisivo.

## Vincitori
Molti attori famosi hanno vinto questo premio, come Ciccio Ingrassia (nel 1991), Sabrina Ferilli (nel 1993 e 1995) e Luigi Lo Cascio (candidato varie volte).